# عمر غيثر
عمر غيثر (بالإنجليزية: Omar Gaither)‏ هو لاعب كرة قدم أمريكية أمريكي، ولد في 18 مارس 1984 في تشارلوت في الولايات المتحدة.

## وصلات خارجية
- عمر غيثر على موقع مرجع كرة القدم المحترفة.كوم (الإنجليزية)